# 拉孔布
拉孔布（法語：Lacombe，法語發音：[lakɔ̃b] ⓘ）是法国奥德省的一个市镇，属于卡尔卡松区。

## 地理
拉孔布（43°23'51"N, 2°14'1"E）面积14.99 平方千米，位于法国奧克西塔尼大區奥德省，该省份为法国南部沿海省份，北起塔恩省，西北接上加龙省，西接阿列日省，南至东比利牛斯省，东临地中海，东北与埃罗省接壤。
与拉孔布接壤的市镇（或旧市镇、城区）包括：屈克萨克卡巴代斯、丰捷卡巴代斯、拉普拉德、圣但尼、赛萨克、阿尔丰。

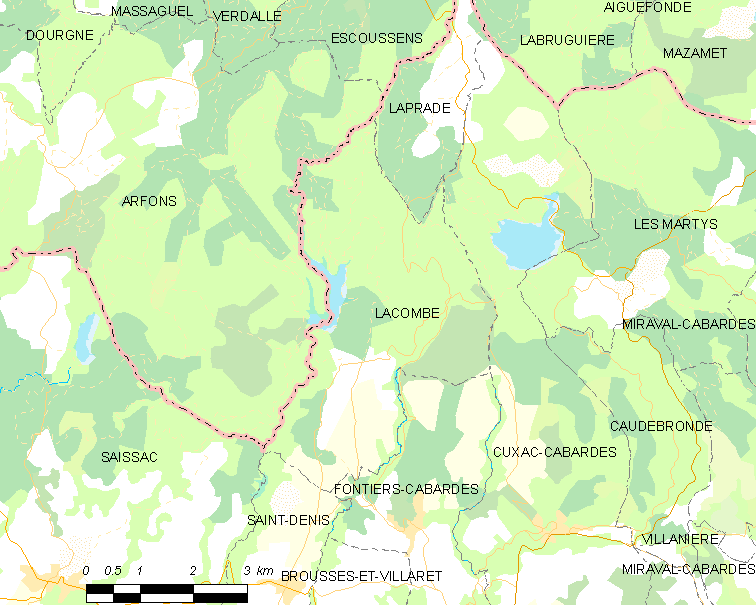
拉孔布的OSM定位图

拉孔布的时区为UTC+01:00、UTC+02:00（夏令时）。

## 行政
拉孔布的邮政编码为11310，INSEE市镇编码为11182。

## 政治
拉孔布所属的省级选区为努瓦尔山区拉马勒佩尔县。

## 人口

1962-2008年间拉孔布人口变化图示

拉孔布于2022年1月1日时的人口数量为184人。